# パウルス4世 (ローマ教皇)
パウルス4世（パウルス4せい、Paulus Ⅳ、1476年6月28日 - 1559年8月18日）は、ローマ教皇（在位：1555年 - 1559年）。本名ジョヴァンニ・ピエトロ・カラファ（Giovanni Pietro Carafa）。カトリック対抗宗教改革への意欲に燃える教皇ではあったが、厳格過ぎる性格のため、敵を作ることが多かった。

## 生涯

### 反プロテスタント主義の強硬派
ジョヴァンニ・ピエトロ・カラファはナポリの名家の一員としてベネヴェントで生まれ、伯父のオリヴィエロ・カラファ枢機卿の指導を受け、彼の推薦で教皇庁へ入った。キエーティ司教（1505年 - 1524年）、教皇レオ10世の指示によってイングランド教皇特使（1513年 - 1514年）、スペイン教皇大使（1515年 - 1520年）、ブリンディジ大司教（1518年 - 1524年）を歴任した。スペインで冷遇され、そこで感じた強烈な嫌悪感が神聖ローマ皇帝兼スペイン王カール5世とハプスブルク家に対する不信感に繋がり、後の教皇としての姿勢に影響を及ぼすことになる。
1524年、クレメンス7世の許しを得て全ての聖職禄を辞し、ガエターノ・ティエーネと共同でテアティノ会として知られる聖カエタノス修道会の創設に加わり、初代総長として修道生活に入った。ところが1527年のローマ略奪でテアティノ会はローマからヴェネツィアへ退去、カラファもヴェネツィアへ逃れティエーネが次の総長になったが、カラファは1532年にヴェネツィアで教会改革の意見書をクレメンス7世へ送り、改革派の急先鋒として知られるようになった。やがて改革教皇といわれていたパウルス3世に声をかけられてローマに戻り、ガスパロ・コンタリーニ、レジナルド・ポールらと共に教会改革のための委員に任命された。
カラファが権力の中枢についたことは、人文主義的な教皇の時代が終わり、スコラ学とトマス・アクィナスの徒であったカラファの時代になったことを顕著にあらわすものであった。1536年12月にカラファは枢機卿に選出され、1542年にローマの異端審問所所長にも任命され、イタリアの異端審問所を再編成して異端根絶とプロテスタントのカトリック復帰に厳しい手段をもって努力した。この時から厳格さと無慈悲さで恐れられ、「異端であれば、たとえ自分の父親であっても火炙りにするだろう」と公言してはばからなかった。
強硬な態度はプロテスタントへの姿勢にも表れていた。マルティン・ルターらプロテスタントに一定の理解を示し対話を考えるハト派のコンタリーニに対して、最初からプロテスタントを異端と見做して弾圧を主張するタカ派のカラファは意見が合わず、両者はカトリック教会の風紀粛清と人事刷新で目的は一致していたが手段に違いがあり、前者は説得で後者は弾圧を重視していた。このため、1541年にプロテスタントとカトリックの和解を求める皇帝カール5世の意向に沿って、レーゲンスブルクでフィリップ・メランヒトン、マルチン・ブツァーらプロテスタントと対話して妥協したコンタリーニにカラファは激怒、パウルス3世もルターも妥協を拒否したため、カトリックとプロテスタントの和解は失敗しカトリックはカラファの路線に突き進むことが明らかになった（コンタリーニは翌1542年に死去）。1545年から開会したトリエント公会議に出席したが、ここでもコンタリーニと同じハト派と見たポールをルター派だと非難している。ポールへの敵視はこの後も続き、1549年のパウルス3世死後のコンクラーヴェでは教皇有力候補だったポールを再びルター派だと非難して落選に追いやったとされている。
1549年から1555年までナポリ大司教を務め、1553年にユリウス3世により首席枢機卿に任命、1555年3月23日にユリウス3世が死去、続いて選出されたマルケルス2世も5月1日に急死したため、5月23日にコンクラーヴェで妥協案として選出されたカラファは教皇パウルス4世を名乗った。

### ハプスブルク家との対立
しかし、カラファが教皇に選ばれたのは大多数の人々にとって意外な出来事であった。彼が78歳という高齢であったことに加え、その頑迷にして非妥協的な性格からとても教皇職を引き受ける気にはならないだろうと思われていたのである。しかし彼はカール5世の強力な反対を知って、あえてこれを受けた。パウルス4世を名乗った教皇は教皇庁が大国の思惑に左右されている現状を改善することに情熱を注いだ。
教皇はハプスブルク家と犬猿の仲であったが、それは色々な場面で現れた。1555年に成立したカトリックとプロテスタントのアウクスブルクの和議に反対、翌1556年のカール5世の皇帝退位と弟のフェルディナント1世即位のいずれも反対、教皇の権威を増すべくフランス王アンリ2世と手を組み反スペイン同盟に与した。
一方、パウルス4世も他のルネサンス教皇たちのようにネポティズム（親族登用主義）を避けることができなかった。即位直後に甥で評判の悪い傭兵隊長だったカルロ・カラファを枢機卿に任命、別の2人の甥も枢機卿に登用し、コロンナ家から奪った領土を与えて資産増加の便宜をはかった。親族に与えられた資産の多くはスペインよりの人々から没収したものであった。しかし枢機卿に登用したカルロらカラファ一族の横暴は目にあまるものであり、教皇はカルロの勧めと反スペイン感情に引きずられ、カール5世の息子のスペイン王フェリペ2世に攻撃を仕掛けようとスペインとの戦争に踏み切ったが、彼の外交における失政とスペインとの軋轢の結果、1557年9月にはナポリ副王のアルバ公フェルナンド・アルバレス・デ・トレドが率いるスペイン軍がローマに進軍する事態に至った。ローマ略奪の再来が予感される中、アルバ公は教皇と和睦を結び、教皇の方は反スペイン同盟からの離脱を余儀無くされた。さすがにここにいたってカルロは解任され、他の甥達共々追放されたが、教皇の顔に泥を塗ることになった。

### 苛烈な異端弾圧
カラファ一族の追放後、パウルス4世はそれまでの行いを反省して自己批判すると改革に邁進したが、方法は異端審問を重視する恐怖政治だった。教皇は強烈な反ユダヤ主義者で、彼にとってユダヤ人は神から見捨てられた存在であり、キリスト者の愛を受けるに値しない民族であった。1555年には回勅『クム・ニムス・アブスルドゥム』によってローマに住むユダヤ人をゲットーに追い込んだ。ユダヤ人の生活は制限され、夜間は外出禁止になった。ゲットーの建設は以後の教皇たちにも受け継がれ、イタリアの諸都市でユダヤ人は差別を受けることになった。19世紀になってもピウス9世の保守的な政策のため、ローマのゲットーは西欧に最後まで残ったゲットーとなった。
異端審問で告解を異端摘発や社会統制と捉え、異端告発は日常となり、修道院に属さない修道士は100人以上逮捕された。禁書目録を制定したのもパウルス4世であり、1558年にデジデリウス・エラスムスの著書も含む禁書目録に承認を与えた。
パウルス4世はイエズス会とも軋轢を起こしている。初代総長イグナチオ・デ・ロヨラからは異端に容赦ない姿勢を恐れられていたが（若い頃に異端を疑われた経験があったため）、教皇とスペインの戦争でロヨラが死去した1556年から第2代総長ディエゴ・ライネスが選出された1558年まで2年かかった。イエズス会の規則に介入し聖務日課の朗唱と総長の任期を終身から3年に変更するように言い渡し、ライネスは教皇存命中は命令に従ったが、教皇の死後は口頭命令だったことを理由に死後は守る義務が無いとの根拠を掲げ、どちらの命令も撤回した。
また、1558年に即位したイングランド女王エリザベス1世に対して非常に冷淡であり、その王位の正統性に疑義を呈していたため外交交渉を拒否した。異端審問を強化し、徹底した厳格さで改革に取り組み、反対する枢機卿たちを投獄までしたため、改革に乗り気でなかった枢機卿たちの肝を冷やすことになった。特にジョヴァンニ・モローネ枢機卿を異端の疑いでサンタンジェロ城へ投獄したことや、ユリウス3世によりイングランドへ教皇代理として派遣されていたポールも異端の疑いをかけて解任したことは失策であり、対抗宗教改革は遠のきイングランドのカトリック復帰の機会も無くなった。
教皇は音楽や美術に理解のあった2代前のユリウス3世とは対照的で、システィーナ礼拝堂の楽長であったジョヴァンニ・ダ・パレストリーナらは、わずかな年金で解雇された。また、ミケランジェロの作品でシスティーナ礼拝堂の壁画『最後の審判』に裸体が多数描かれていることを嫌悪し、腰巻を付け足させた。
1559年8月18日、83歳の高齢で死去。ローマ市民は教皇が死んだ途端暴動を起こし、異端審問所を破壊したり囚人達を解放したり、教皇の銅像を破壊した。史上最も憎まれた教皇だと言われたが、教皇の信頼が失われていたためこのような事態が起こり、パウルス4世の治世は成果が何も無かった最悪の時代だった。死後は反対派のピウス4世が次の教皇に選出、カルロ・カラファとパリアーノ公ジョヴァンニ・カラファ兄弟の裁判と両名の処刑、モローネ枢機卿など前教皇時代の罪人の釈放、禁書目録の修正と異端審問の制限を行い、親ハプスブルク家政策を採りスペイン・神聖ローマ帝国と関係改善、トリエント公会議を召集して対抗宗教改革を実行するなど、パウルス4世の政策の見直しと対抗宗教改革を推し進めていった。
不評が多かったパウルス4世だったが、優秀な人材を見出していた。それはドミニコ会士アントニオ・ギスリエーリで、教皇になると引き立てて出世させ異端審問所長官に任命した。ピウス4世の死後ギスリエーリはピウス5世に選出、トリエント公会議の決議を実行して対抗宗教改革に貢献、死後に列聖された。
日本人初のヨーロッパ留学生としてローマを訪れた鹿児島のベルナルドは1555年にこの教皇と対面、ローマ教皇に謁見した最初の日本人となった。